# Tomasz Kłos
Tomasz Klos est un footballeur polonais né le 7 mars 1973 à Zgierz. Il évoluait au poste de défenseur.

## Biographie
Tomasz Klos participe à la Coupe du monde 2002 avec la Pologne.
Au total, il joue 60 matchs en Ligue 1, 58 matchs en Bundesliga allemande et 200 matchs en 1re division polonaise.
Il dispute également 5 matchs en Ligue des Champions et 3 matchs en Coupe de l'UEFA.

## Carrière
- 1990-1991 : Boruta Zgierz  Pologne
- 1991-1995 : Włókniarz Aleksandrów Łódzki  Pologne
- 1995-1998 : ŁKS Łódź  Pologne
- 1998-2000 : AJ Auxerre  France
- 2000-2003 : FC Kaiserslautern  Allemagne
- 2003- janv. 2004 : FC Cologne  Allemagne
- janv. 2004-2006 : Wisła Cracovie  Pologne
- 2006-2008 : ŁKS Łódź  Pologne[1]

## Palmarès
- 69 sélections et 6 buts avec l'équipe de Pologne entre 1998 et 2006
- Champion de Pologne en 1998, 2004 et 2005
- Finaliste de la Coupe d'Allemagne en 2003

## Buts en sélections
| Buts | Date             | Lieu                  | Adversaire  | Resultat | Compétition                                |
| ---- | ---------------- | --------------------- | ----------- | -------- | ------------------------------------------ |
| 1.   | 3 février 1999   | La Valette, Malte     | Malte       | 1-0      | Match amical                               |
| 2.   | 6 septembre 2003 | Riga, Lettonie        | Lettonie    | 2-0      | Qualifications pour l'Euro 2004            |
| 3.   | 12 novembre 2003 | Varsovie, Pologne     | Italie      | 3-1      | Match amical                               |
| 4.   | 21 février 2004  | San Fernando, Espagne | Îles Féroé  | 6-0      | Match amical                               |
| 5.   | 4 juin 2005      | Bakou, Azerbaïdjan    | Azerbaïdjan | 3-0      | Qualifications pour la Coupe du monde 2006 |
| 6.   | 13 novembre 2005 | Barcelone, Espagne    | Équateur    | 3-0      | Match amical                               |